# Chimaera compacta
Chimaera compacta — вид хрящових риб родини химерових. Описаний у 2021 році.

## Поширення
Вид відомий з одного зразка, зібраного на глибині 595—655 м, біля острова Амстердам, на півдні Індійського океану.

## Опис
Риби завдовжки 84,3 см. Тіло коричневого кольору з жовтими вкрапленнями.